# Augustinus-Lexikon
O Augustinus-Lexikon é uma enciclopédia acadêmica trilíngue sob a direção de Cornelius Petrus Mayer, Robert Dodaro, e outros que tem como tema a vida e as obras de Santo Agostinho de Hipona. É um projeto da Academia de Ciências e Literatura de Mainz e está em processo de publicação há vários anos pela Schwabe AG, uma editora em Basileia cujas atividades se estendem por mais de cinco séculos.O Papa Bento XVI estava entre os admiradores e usuários desta obra.